# 가아이다니촌
가아이다니촌(河合谷村)은 이시카와현 하쿠이군에 설치되었던 촌이다.